# Teulat

Teulat este o comună în departamentul Tarn din sudul Franței. În 2009 avea o populație de 468 de locuitori.

## Evoluția populației
| An        | 1975 | 1982 | 1990 | 1999 | 2006 | 2009 |
| --------- | ---- | ---- | ---- | ---- | ---- | ---- |
| Populație | 222  | 239  | 298  | 399  | 437  | 468  |

## Monumente

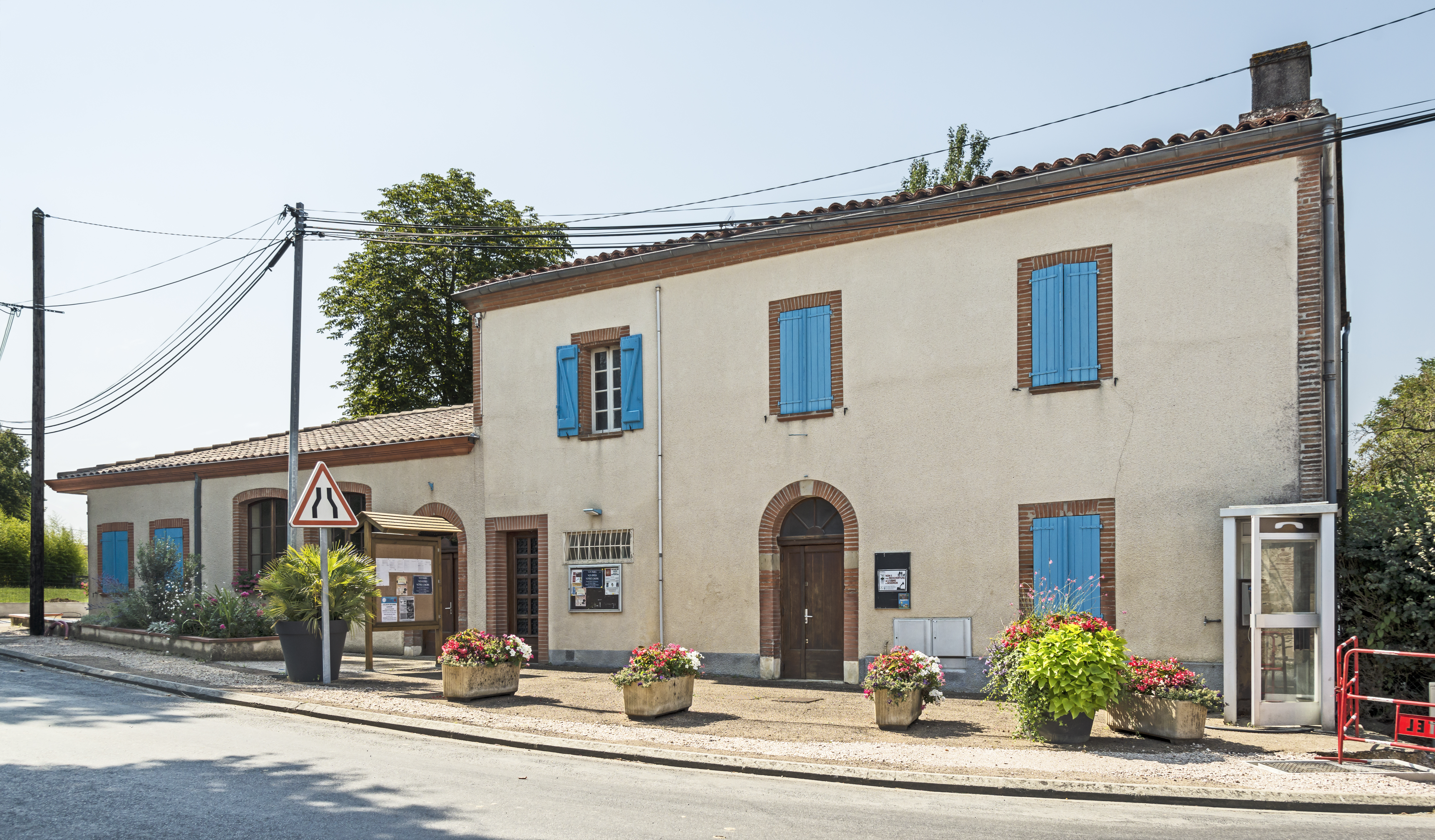
Primăria.
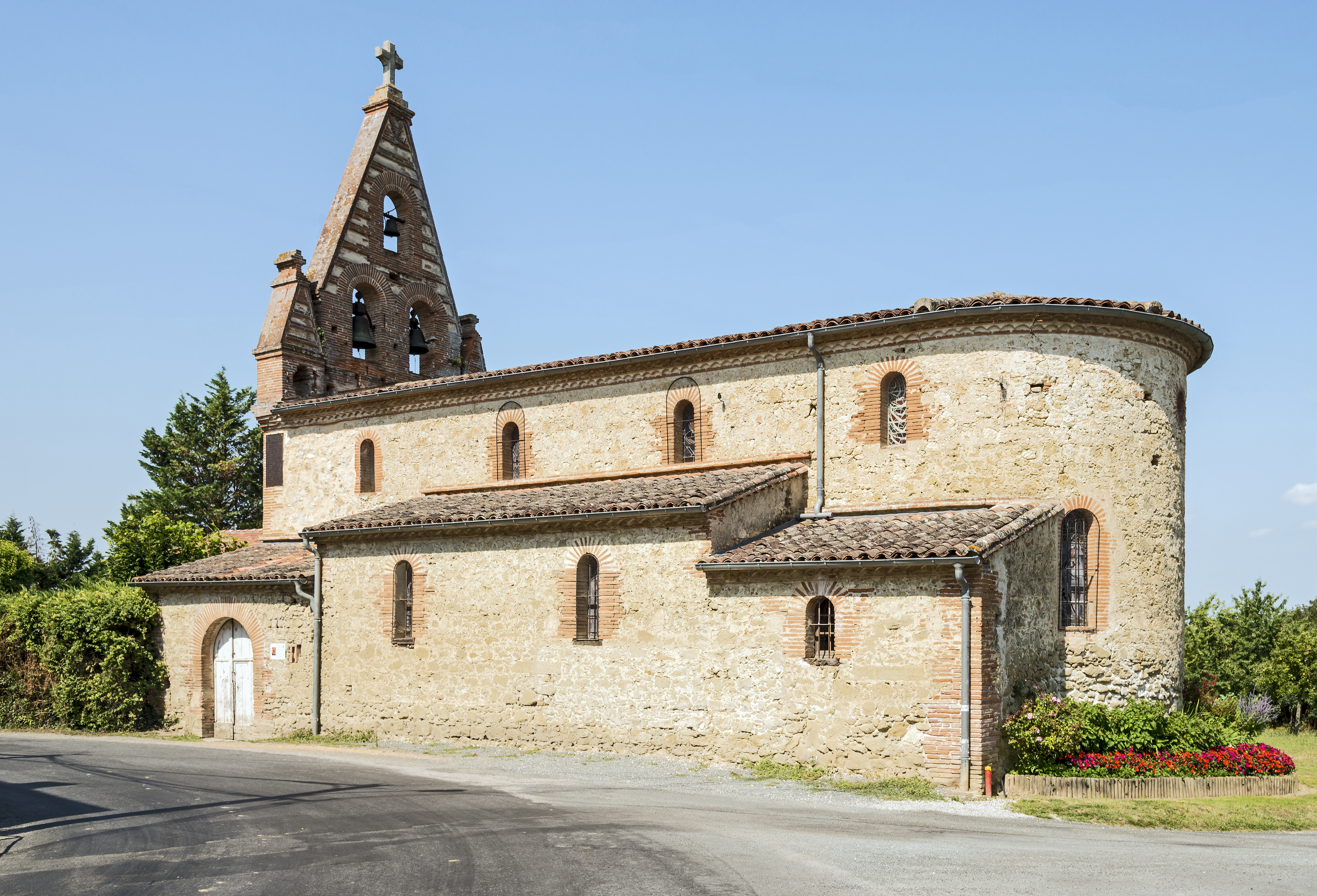
Capela Sf. Martin.
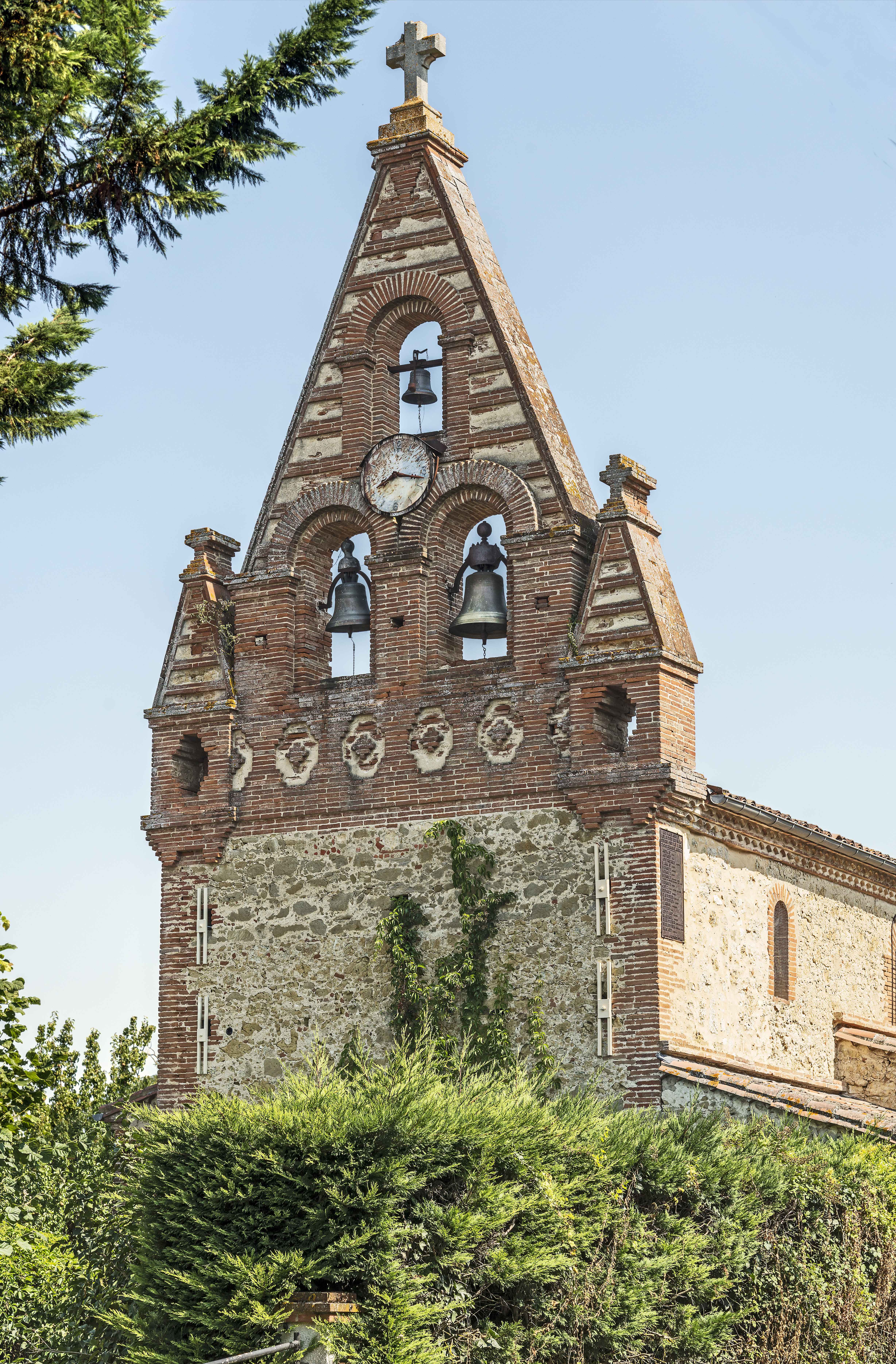
Turnul de clopot.